# Харькова, Влада Викторовна
Влада Викторовна Харькова (укр. Влада Вікторівна Харькова; род. 29 сентября 1996, Ужгород) — украинская фехтовальщица-шпажистка, чемпионка мира, двукратная чемпионка Европы, бронзовый призёр чемпионата Европы 2022 года. Участница летних Олимпийских игр 2024 года.

## Биография
Родилась в 1996 году в Ужгороде.
В 2022 году на чемпионате Европы в Анталье стала чемпионкой в индивидуальных соревнованиях шпажисток. В командных соревнованиях в составе украинской команды стала бронзовой призёркой.
В 2024 году приняла участие в летних Олимпийских играх в Париже. В индивидуальных соревнованиях в четвертьфинале уступила француженке Орьян Малло. В командных соревнованиях украинские шпажистки завершили турнир, проиграв первую же встречу Китаю.
На чемпионате Европы по фехтованию 2025 года выиграла золотую медаль в командных соревнованиях. В этом же году завоевала золото на чемпионате мира в Тбилиси.

## Государственные награды
- Кавалер ордена княгини Ольги 3 степени (Украина, 2025 год).